# Пять основных клинических случаев Фрейда
Известно о 43 клинических случаях из психоаналитической практики Зигмунда Фрейда, однако из всех этих работ самыми известными являются пять случаев, описывающих соответственно работу психоанализа с разными психическими расстройствами:

Ида Бауэр

- «Фрагмент анализа одного случая истерии» (1901, опубликован в 1905, дополнен в 1925), известный как Случай Доры (настоящее имя пациентки — Ида Бауэр; на момент начала работы с Фрейдом ей исполнилось 19 лет) описывает работу психоанализа с истерией. Причинами развития конверсионных симптомов стали длительная болезнь отца девушки, любовная связь отца с госпожой К. и попытки мужа любовницы отца, господина К., соблазнить саму Дору.

Герберт Граф

- «Анализ фобии пятилетнего мальчика» стал известен как Случай Маленького Ганса (1907—1908, опубликован в 1909), описывает психоанализ фобий и страхов. Мальчик (Герберт Граф) боялся укуса белой лошади, которую Фрейд интерпретировал как образ отца Ганса. Что характерно, Фрейд лечил мальчика не лично, а косвенно, через общение с отцом.
- «Заметки об одном случае невроза навязчивости» (1907, опубликован в 1909), вошедший в историю как Случай человека с крысой (или Человека-крысы), психоанализ невроза навязчивых состояний.

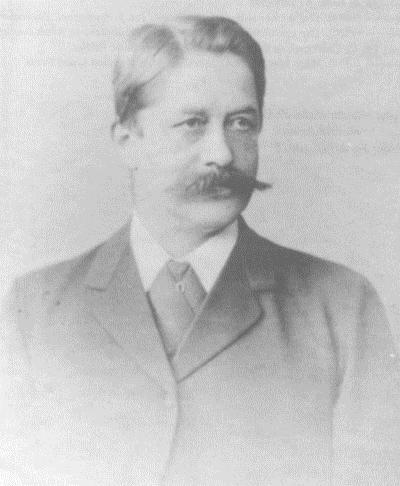
Даниэль Пауль Шребер

- «Психоаналитические заметки об одном автобиографическом случае паранойи (dementia paranoides)» (1911) или Случай Шребера, где Фрейд дает интерпретацию паранойи, парафрении и шизофрении.

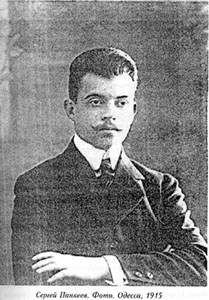
Сергей Панкеев

- «Из истории одного детского невроза» (1910—1914 и 1917—1918, опубликован в 1918), известный как Случай человека с волками (или Человека-волка), описывает психоанализ психозов и пограничных расстройств.

Таким образом, пять основных клинических случаев описывают работу психоанализа со всеми основными психическими расстройствами: детскими и взрослыми неврозами (истерия, фобия и обсессивный невроз) и психозами (паранойя, парафрения и шизофрения).
Интересно, что из пяти основных случаев собственно «клиническими случаями» могут быть названы только три, поскольку Маленький Ганс никогда не был анализантом Фрейда, его отец, известный австрийский дирижёр Макс Граф, лишь поддерживал переписку с Фрейдом, в которой консультировался по поводу детских страхов своего сына. Сам Герберт Граф познакомился с отцом психоанализа лишь в возрасте 20 лет и сообщил ему, что ничего не помнит о своём детстве. С президентом Лейпцигского суда Даниэлем Паулем Шребером Фрейд вовсе не был знаком и построил свою работу как комментарий к его «Мемуарам душевнобольного». Книга Фрейда вышла уже после смерти Шребера в 1911 году.
Работе с пятью основными клиническими случаями Фрейда была посвящена работа первых семинаров французского психоаналитика Жака Лакана 1951—1953